# Anax fumosus
Anax fumosus är en trollsländeart. Anax fumosus ingår i släktet Anax och familjen mosaiktrollsländor.

## Underarter
Arten delas in i följande underarter:
- A. f. celebense
- A. f. fumosus